# Hirao Chika
Hirao Chika (平尾 知佳, sinh ngày 31 tháng 12 năm 1996) là một cầu thủ bóng đá nữ người Nhật Bản.

## Đội tuyển bóng đá nữ quốc gia Nhật Bản
Hirao Chika thi đấu cho đội tuyển bóng đá nữ quốc gia Nhật Bản.

## Thống kê sự nghiệp
| Nhật Bản  | Nhật Bản | Nhật Bản |
| Năm       | Trận     | Bàn      |
| --------- | -------- | -------- |
| 2018      | 1        | 0        |
| 2019      | 1        | 0        |
| Tổng cộng | 2        | 0        |